# تمساح تيكي
تمساح تيكي (الاسم العلمي:†Tikisuchus) هو جنس منقرض من الزواحف يتبع فصيلة تماسيح راو من السوكيات. ويعرف من تكوين تيكي من فترة الثلاثي المتأخر في منطقة شهدول في وسط الهند وكان أول تماسيح راو التي عثر عليها في آسيا. وقد تم العثور عليه في الطباقات التي تشير إلى الكارني. النوع النمطي هو تمساح تيكي الروميري والتسمية تأتي تكريماً لعالم الأحافير الأمريكي ألفريد رومر. وكان رومر حاضراً في موقع تكوين تيكي أثناء التنقيب عن الأحفورة لكنه توفي قبل وصف الجنس في عام 1987. تيكيسوتشوس هو معروف فقط من عينة واحدة تدعى إيسي ر 305 (ISI R 305) والتي تتكون من جمجمة وبعض عناصر ما بعد الجمجمة لفرد شاب من هذه التماسيح.